# Melanozosteria brevitarsis
Melanozosteria brevitarsis är en kackerlacksart som först beskrevs av Shaw 1922.  Melanozosteria brevitarsis ingår i släktet Melanozosteria och familjen storkackerlackor. Inga underarter finns listade i Catalogue of Life.